# Honrubia (Cuenca)
Honrubia ist eine Gemeinde (Municipio) und ein Dorf mit 1.542 Einwohnern (Stand: 2024) in der Provinz Cuenca in der Autonomen Region Kastilien-La Mancha.

## Lage
Honrubia liegt etwa 66 Kilometer südlich von Cuenca in einer Höhe von ca. 770 m. Durch die Gemeinde führt die Autovía A-31. Im Osten der Gemeinde liegt der Stausee Embalse de Alarcón, der vom Río Júcar gespeist wird.

## Bevölkerungsentwicklung
| 1900 | 1950 | 1970 | 1981 | 1991 | 2001 | 2011 | 2021 |
| ---- | ---- | ---- | ---- | ---- | ---- | ---- | ---- |
| 1513 | 2288 | 2010 | 1686 | 1696 | 1625 | 1780 | 1507 |

## Sehenswürdigkeiten

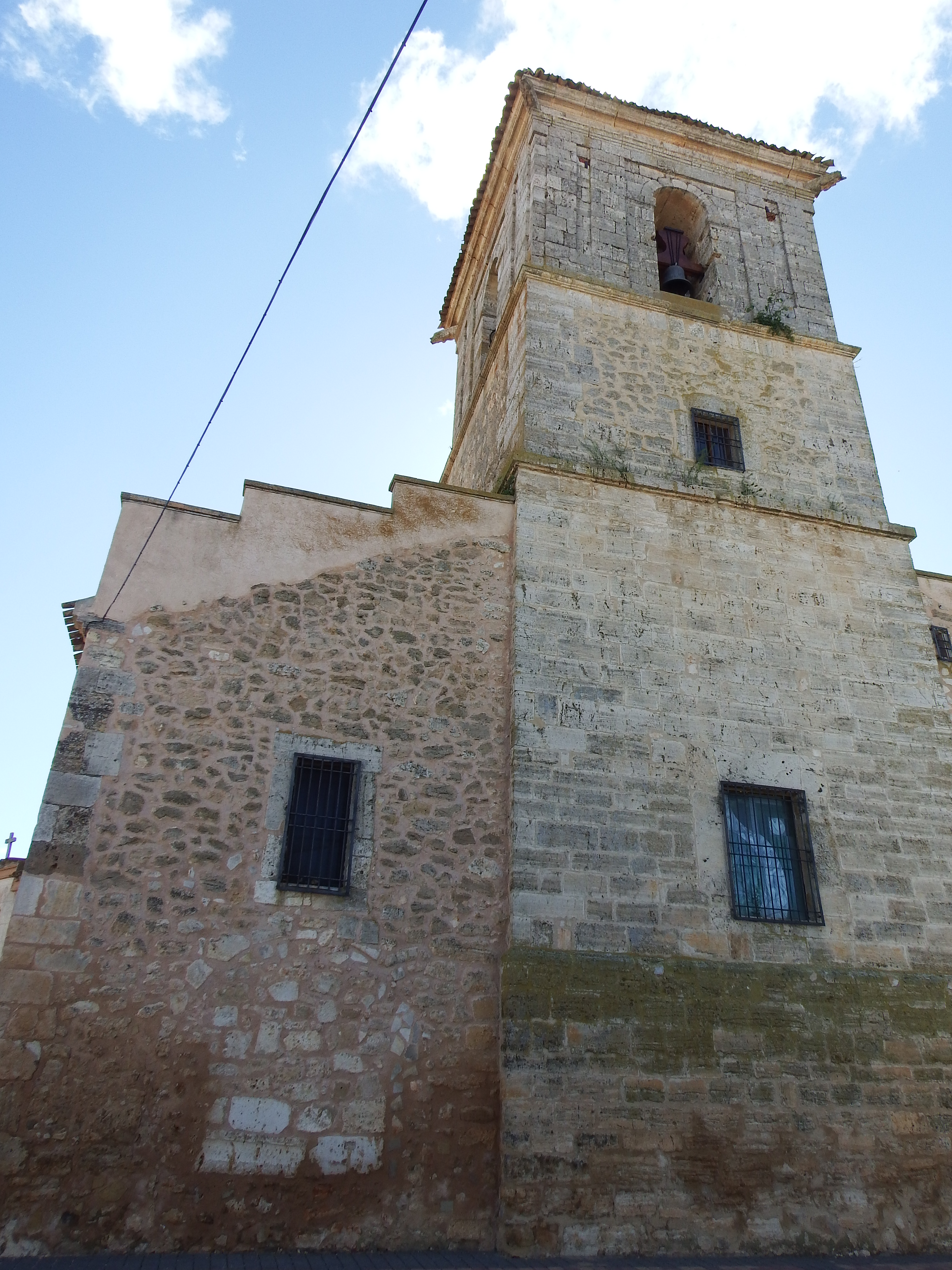
Kirche Mariä Himmelfahrt
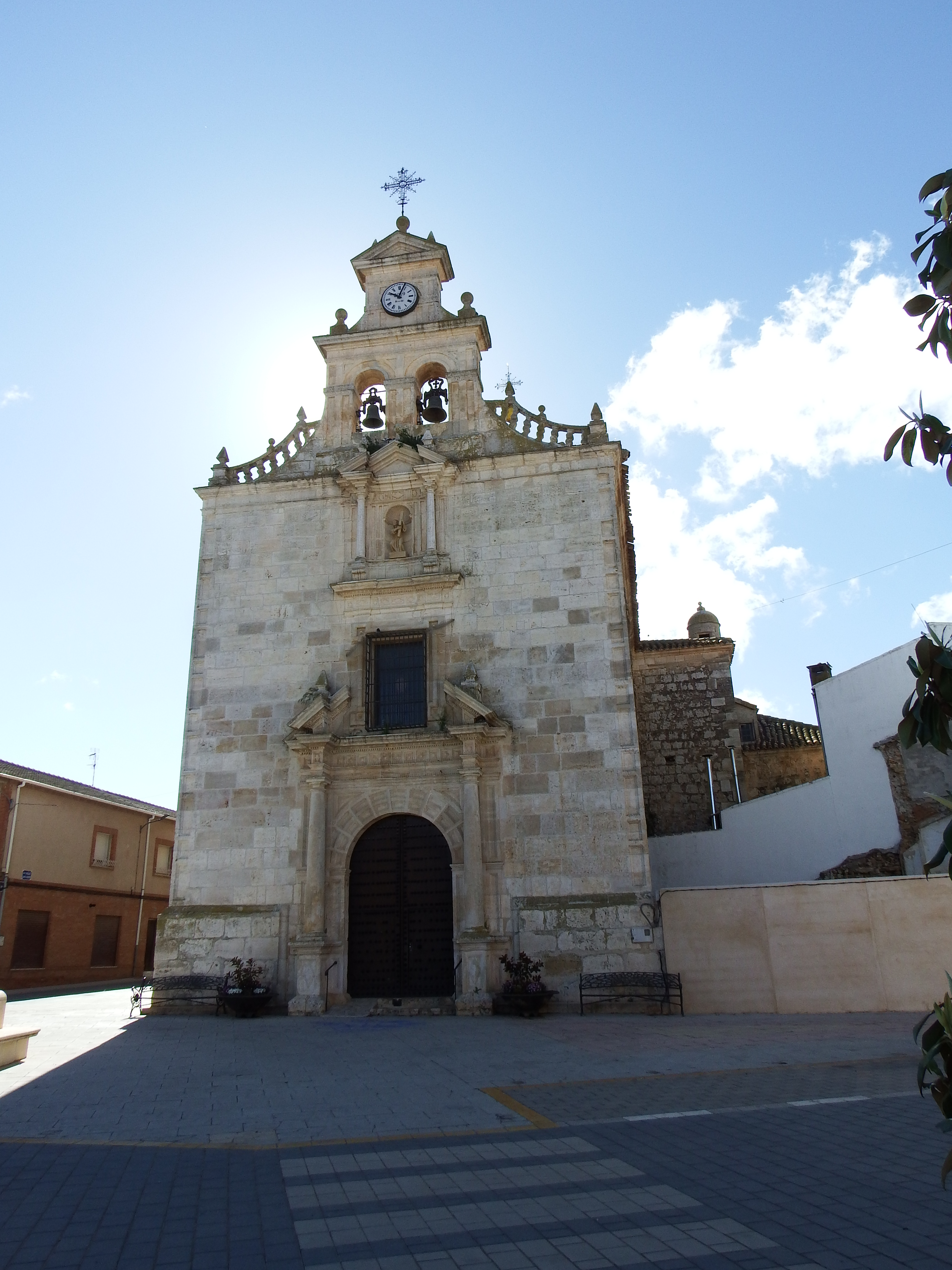
Rostruskapelle
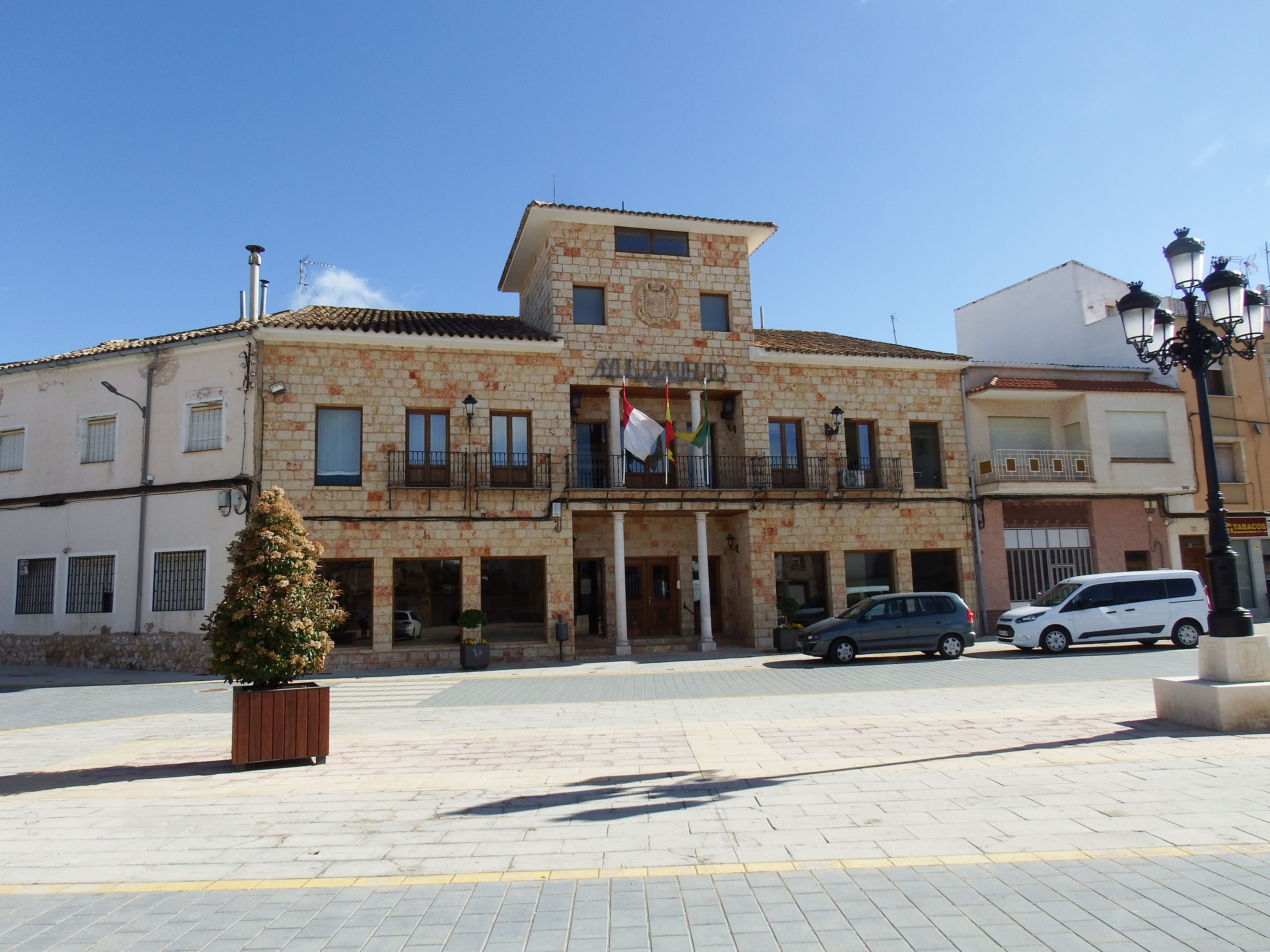
Königsbrücke

- Kirche Mariä Himmelfahrt
- Rostruskapelle
- Rathaus